# Martin Atkinson
Martin Atkinson (Bradford, 31 de marzo de 1971) es un árbitro de fútbol inglés. Es árbitro internacional de la FIFA desde 2006.

## Trayectoria
Ha arbitrado muchos partidos en la Premier League, Europa League y Champions League. También ha arbitrado partidos internacionales, incluidos partidos clasificatorios para las Copas Mundiales 2010 y 2014 y para la Eurocopa 2008, 2012 y 2016.
Ha arbitrado varias finales:
- Community Shield 2006 y 2019
- 2008 FA Trophy
- FA Cup 2011
- La Copa de la Liga Inglesa 2014
- Europa League 2014/2015